# Список умерших в 1273 году

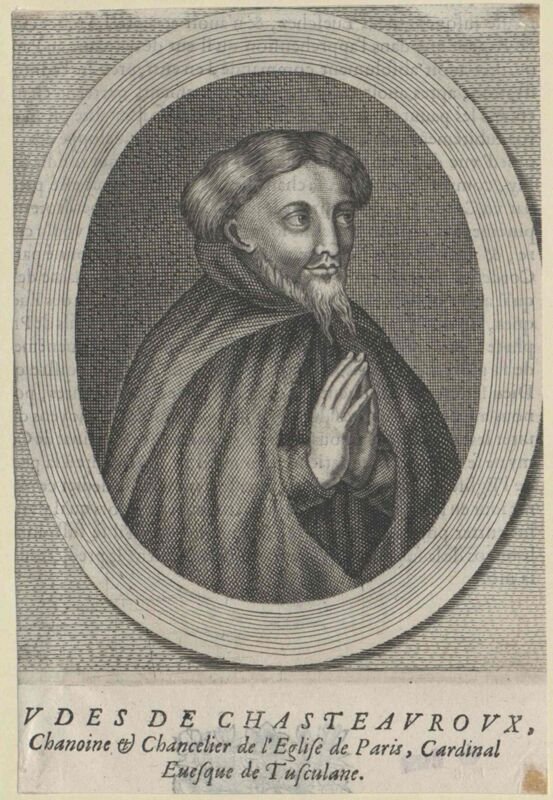
Эд де Шатору

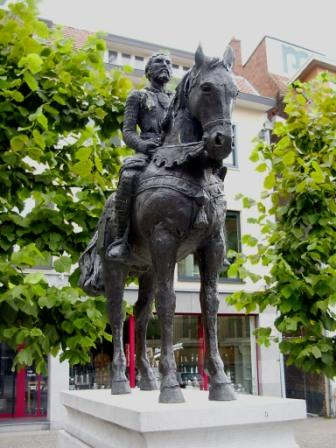
Арнольд IV

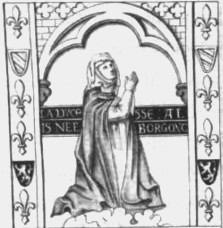
Аделаида Бургундская

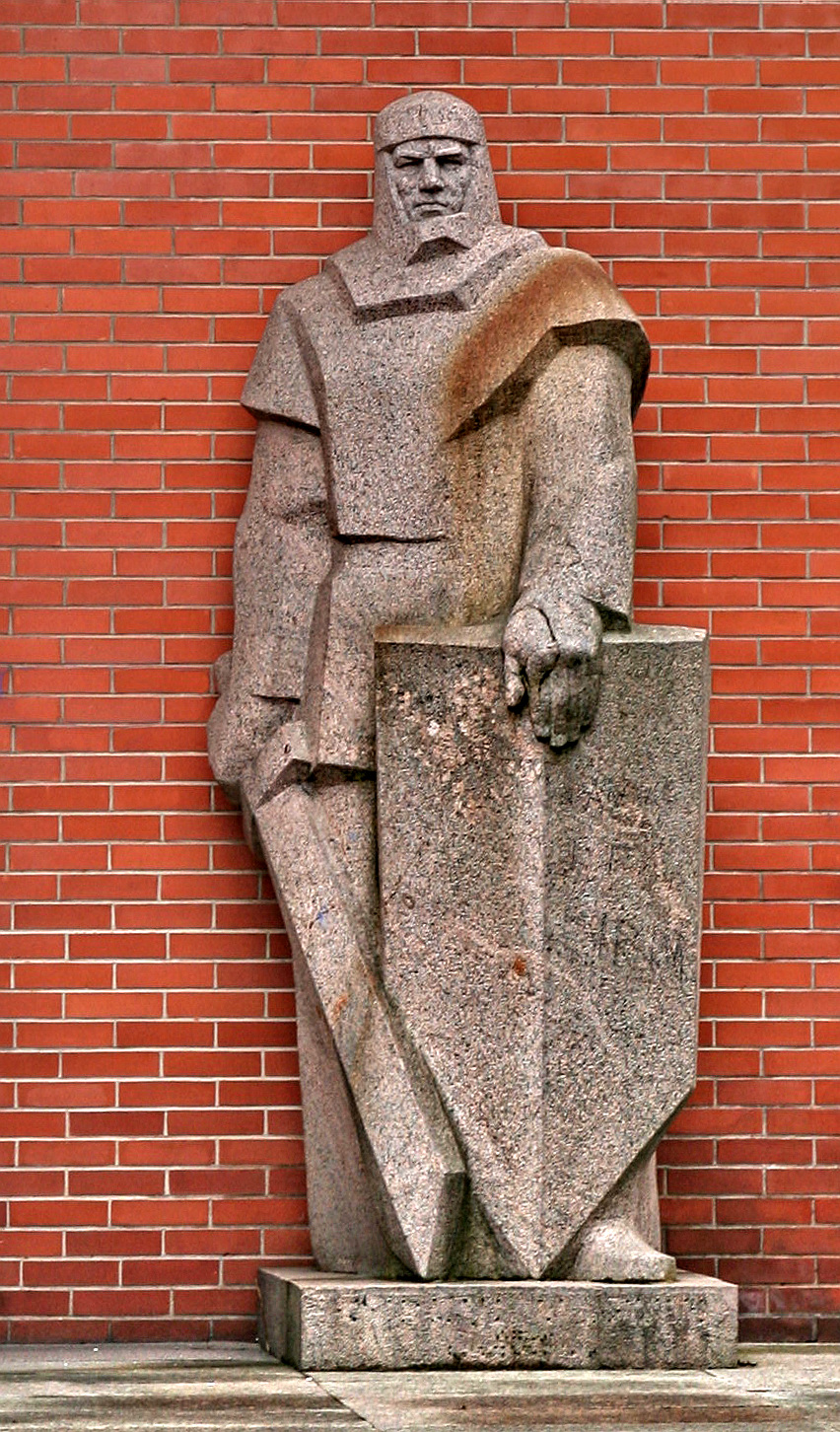
Геркус Мантас

В этой статье представлен список известных людей, умерших в 1273 году.
См. также: Категория:Умершие в 1273 году

## Январь
- 22 января — Мухаммад I аль-Галиб — первый эмир Гранады (1232—1273), основатель династии насридов, погиб в войне с мятежниками.
- 25 января — Эд де Шатору — французский кардинал-епископ Фраскати (1244—1273), декан Коллегии кардиналов (1254—1273).

## Февраль
- 11 февраля — Кетил Порлаксон[исп.] — исландский законоговоритель (1259—1262)
- 12 февраля — Генрих (Анри) IV фон Герольдзек[нем.] — епископ Страсбурга (1263—1273)
- 22 февраля — Арнуль IV — граф Лоона (1227—1273). Дата смерти предположительна.

## Март
- 25 марта — Тома Берар — великий магистр ордена тамплиеров (1256—1273).
- Оттавиано Убальдини — итальянский кардинал-дьякон Санта-Мария-ин-Виа-Лата (1244—1273).

## Апрель
- 29 апреля — Абу Абдуллах аль-Куртуби — исламский богослов и мыслитель, автор «Тафсир аль-Куртуби».

## Май
- 24 мая — Рудольф фон Валпеллайн[нем.] — епископ Сьона (1271—1273)
- 26 мая — Джованни дей Манджадори[итал.] — епископ Флоренции (1251—1273)

## Июнь
- 13 июня — Ходзё Масамура (67) — японский регент, сиккэн (1264—1268), помощник сиккэна (1256—1264, 1268—1273).
- 18 июня — Джин де Косконэй[нем.] — епископ Лозанны (1240—1273).
- 24 июня — Антоний Дымский, православный святой (преподобный), монах, основатель Антониево-Дымского монастыря.

## Июль
- 8 июля — Анно фон Зангерсхаузен — ландмейстер Тевтонского ордена в Ливонии (1254—1256), Великий магистр Тевтонского ордена (1256—1273)

## Август
- 6 августа — Конрад I Глоговский — Князь Глогува (1248—1273) По другим источникам умер в 1274 году.

## Сентябрь
- 6 сентября — Елена Брауншвейг-Люнебург[итал.] — ландграфиня-консорт Тюрингии (1239—1241), как жена Германа II, герцогиня-консорт Саксонии (1247—1260), как жена Альбрехта I
- 15 сентября — Генри де Сэндвич[англ.] — епископ Лондона (1262—1273)
- 30 сентября — Арсений Авториан — патриарх Константинопольский (1254—1260, 1261—1267)

## Октябрь
- 9 октября — Елизавета Баварская — королева-консорт Германии, императрица-консорт Священной Римской империи, королева-консорт Иерусалима, герцогиня-консорт Швабии (1246—1254), королева-консорт Сицилии (1250—1254), как жена Конрада IV Гогенштауфена; графиня-консорт Горицы (1258—1271), графиня-консорт Тироля (1258—1273), как жена Мейнхарда II.
- 11 октября — Хильдебольд фон Вунсторф — архиепископ Бремена (1258—1273).
- 18 октября — Джордж де Контело (21), английский аристократ, феодальный барон Абергавенни (с 1254).
- 23 октября — Аделаида Бургундская — герцогиня-консорт Брабанта (1251—1261), жена Генриха III Добродушного
- Балдуин II де Куртене — последний император Латинской империи (1228—1261), титулярный император Латинской империи (1261—1273), маркиз Намюра (1237—1256).

## Ноябрь
- 23 ноября — Маргарита де Бар, графиня Люксембурга.

## Декабрь
- 17 декабря — Джалаладдин Руми (66) — выдающийся персидский поэт-суфий, духовный лидер суфийского тариката Мевлеви.
- 20 декабря — Феодора Сартаковна — княгиня Белозерская (1257—1273), жена Глеба Васильковича Ростовского и Белозерского

## Дата неизвестна или требует уточнения
- Альберт II Зуэрбер — епископ Армы, примас всей Ирландии (1239—1246), епископ Любека (1247—1253), первый архиепископ Риги (1253—1273).
- Анселен де Туси, барон, военачальник Сицилийского королевства и Ахейского княжества.
- Вернер (Верни, Гарнье) — Немецкий мальчик, почитавшийся святым как жертва «ритуального убийства» евреями[1].
- Глаппо[англ.] — вождь прусского племени вармийцев во время прусского восстания (1260—1274), казнён крестоносцами.
- Гульельмо Бокканегра, генуэзский государственный деятель, первый капитан народа Генуэзской республики (1257—1262).
- Дивон — вождь прусского племени бартов во время прусского восстания (1260—1274), погиб в сражении.Легендарный предок Романовых
- Геркус Мантас — вождь прусского племени натангов, один из руководителей Великого Прусского восстания (1260—1274), казнён крестоносцами, герой литовского фильма «Геркус Мантас».
- Орландо Бонсиньори[англ.] — итальянский банкир из Сиены
- Павша Онаньинич — Новгородский посадник (1268—1272, 1272—1273)
- Роберт де Келделет[англ.] — канцлер Шотландии (1249—1250)
- Роберт де Марзи[фр.] — епископ Невера (1260—1273)
- Филипп I[фр.] — епископ Сен-Мало (1263—1264)
- Эльмакин, Георг — христианско-арабский историк.
- Эгно фон Эппан[англ.] — епископ Брессаноне (1240—1250), епископ Тренто (1250—1273)
- Янош[англ.] — воевода Трансильвании (1273)